# Palmeira-de-petrópolis
A palmeira de Petrópolis (Syagrus weddelliana), é um coqueiro da família das palmeiras.
É parente do coqueiro, mas é muito menor e mais tolerante ao frio, resistindo a temperaturas de até -4ºC. Esta planta pode ser cultivada com sucesso nas zonas de rusticidade 10b-11. A palmeira tem uma pequena estatura, crescendo apenas a uma altura de 1,80 metro. Em casos raros, a palma da mão pode crescer até 3 metros, com um diâmetro de tronco de cerca de 9 cm. Após a floração, produz pequenos frutos comestíveis que se assemelham e têm gosto de coco. O óleo extraído das nozes tem importância comercial. Essa palmeira deve ser cultivada em solo bem drenado, constantemente úmido, mas não encharcado, pois isso pode levar à podridão letal das raízes.
Esta palmeira é nativa do Estado do Rio de Janeiro, no sudeste do Brasil. Cresce naturalmente nas florestas tropicais da região. É uma palmeira de altitude média, crescendo em altitudes de 50 a 800 metros, na sombra úmida.

## Classificação
Originalmente, a palma era colocada no mesmo gênero que o coqueiro, sob o nome de Cocos weddelliana, antes de passar para o gênero do jerivá, Syagrus, e finalmente mudar para o seu próprio gênero, Lytocaryum.
 

Com base em evidências morfológicas e moleculares, Larry Noblick e Alan Meerow recolocaram o Lytocaryum de volta ao Syagrus em 2015.